# Thorelliola monoceros
Thorelliola monoceros là một loài nhện trong họ Salticidae.
Loài này thuộc chi Thorelliola. Thorelliola monoceros được Ferdinand Karsch miêu tả năm 1881.